# Saint-Août
Saint-Août is een gemeente in het Franse departement Indre (regio Centre-Val de Loire) en telt 845 inwoners (2005). De plaats maakt deel uit van het arrondissement La Châtre.

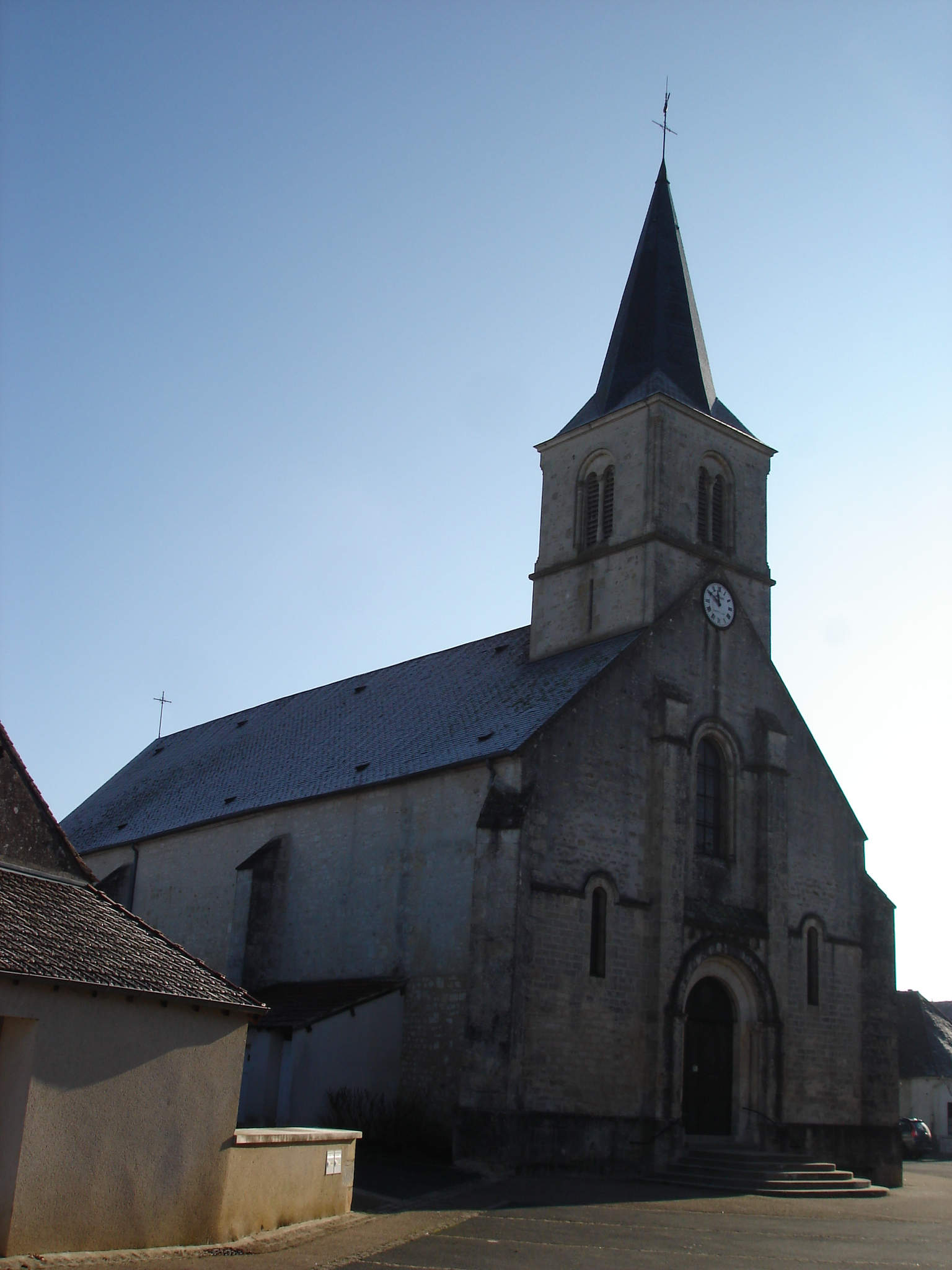
Kerk van Saint-Août
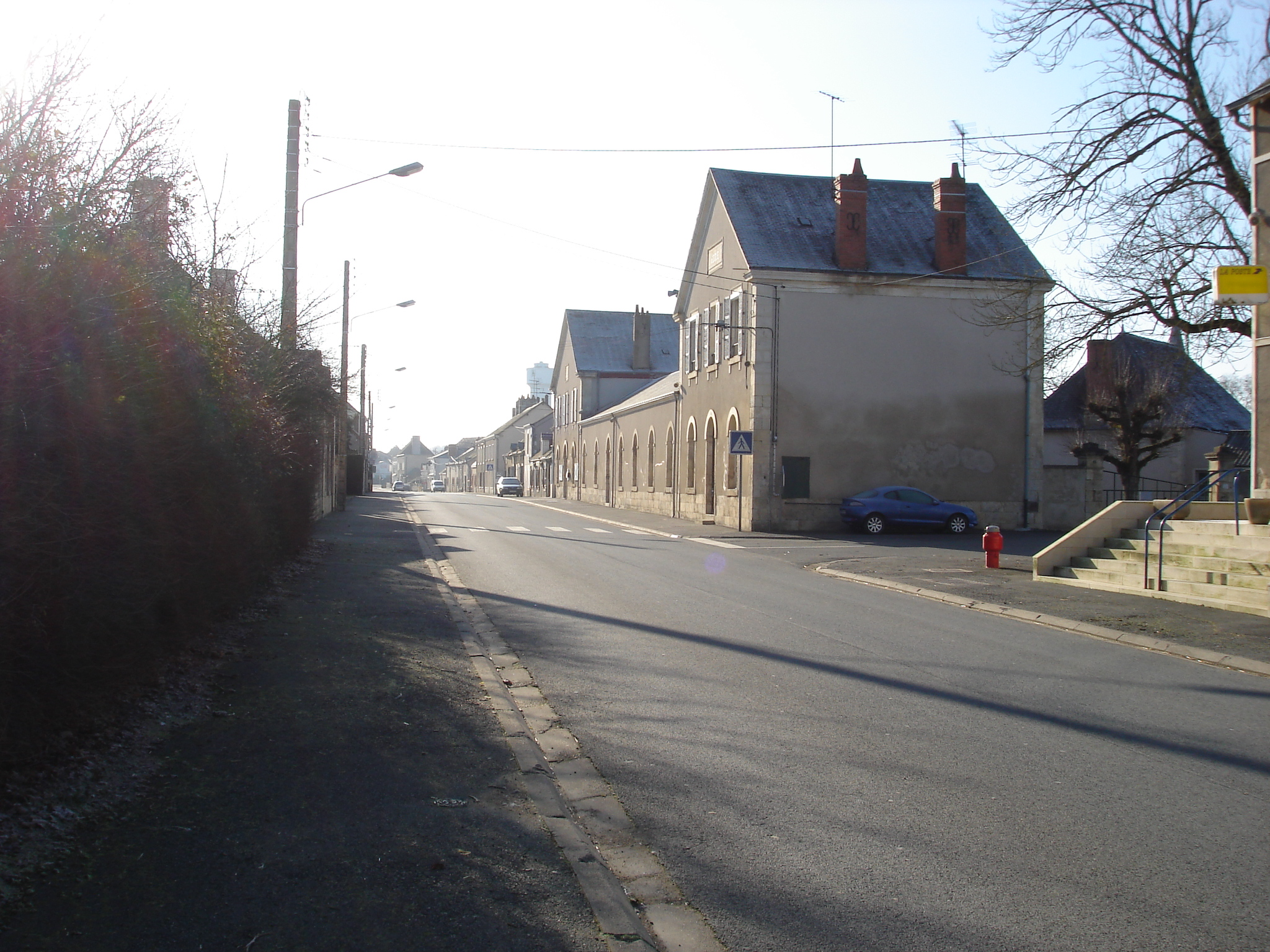
Route d'Issoudun (gezien vanuit de richting van Saint-Chartier)
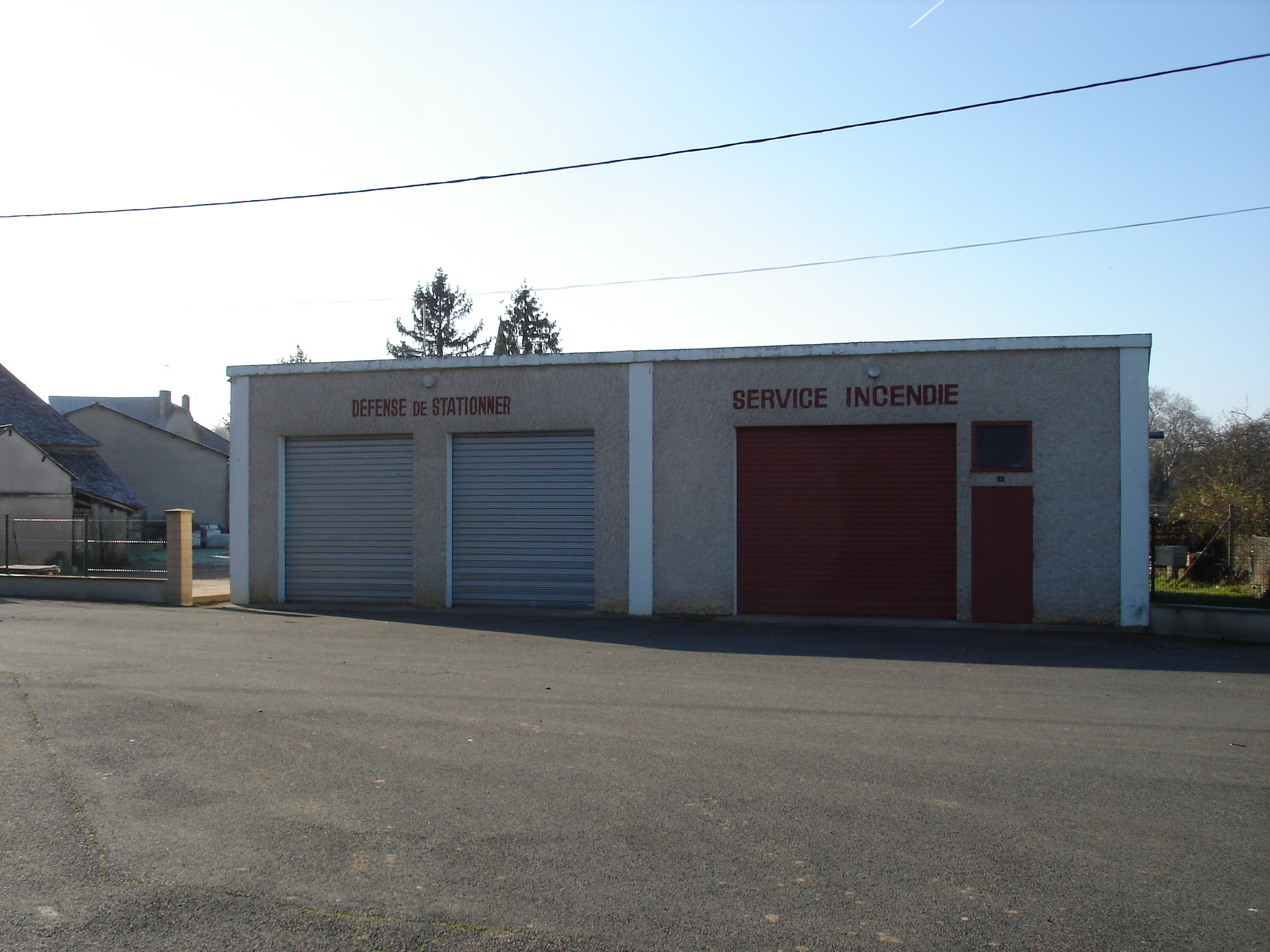
Brandweerkazerne
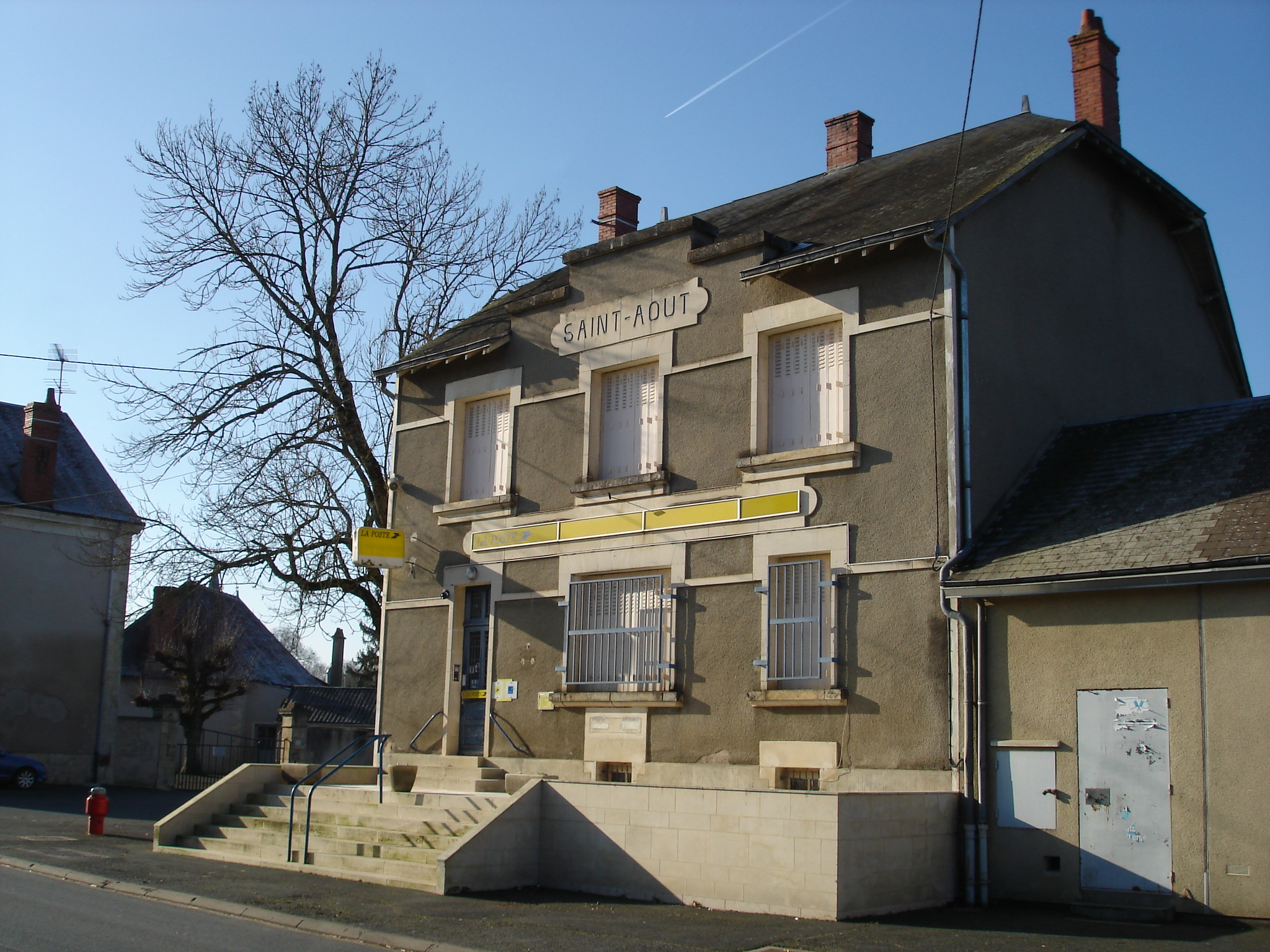
Postkantoor

## Geografie
De oppervlakte van Saint-Août bedraagt 52,4 km², de bevolkingsdichtheid is 16,1 inwoners per km².
De onderstaande kaart toont de ligging van Saint-Août met de belangrijkste infrastructuur en aangrenzende gemeenten.

## Demografie
Onderstaande figuur toont het verloop van het inwonertal (bron: INSEE-tellingen).